# Eines de Repoblament Rural

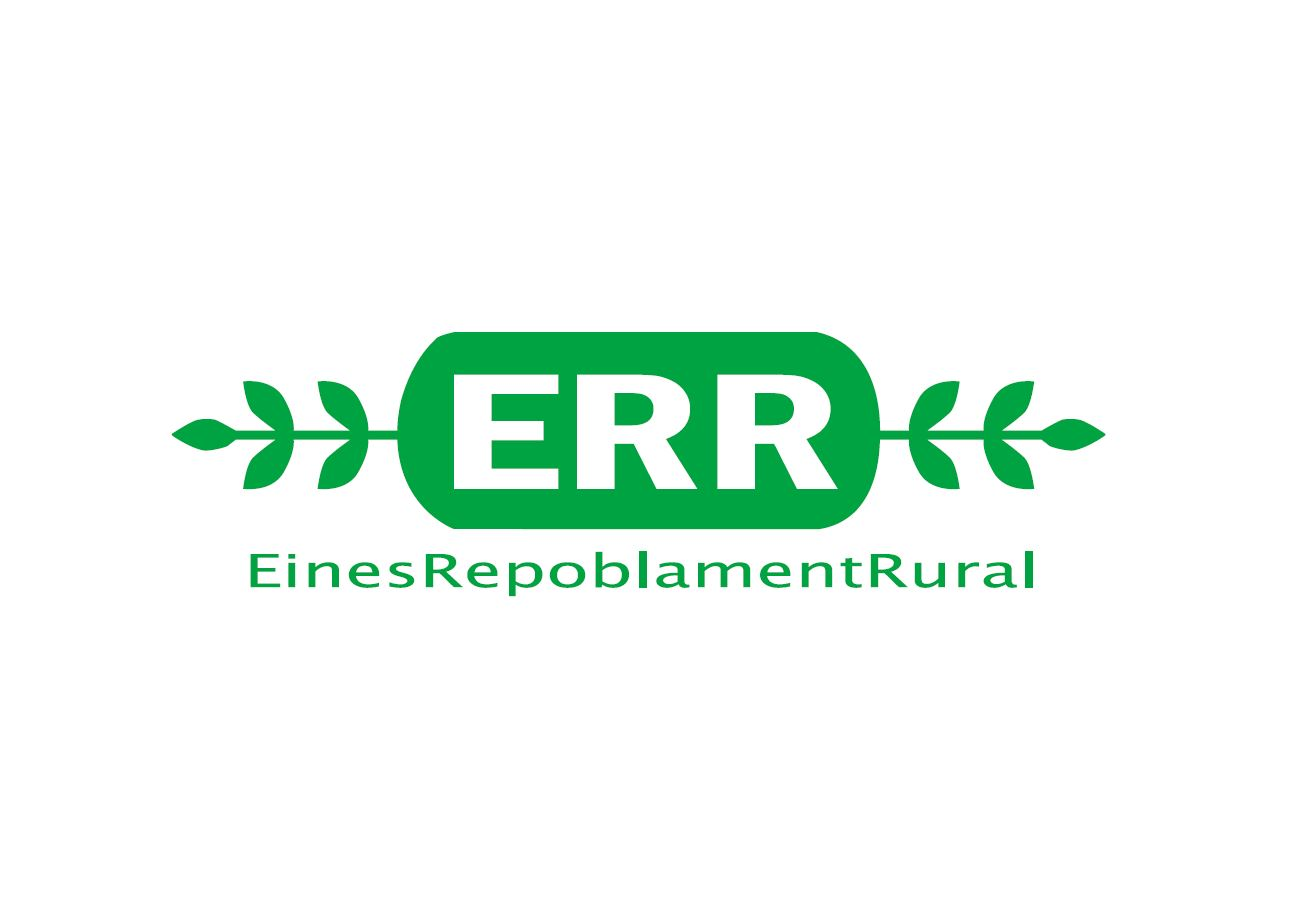
Logo oficial del grup d'interès, Eines de Repoblament Rural

Eines de Repoblament Rural (ERR) és un grup d'interès (un lobby) d'alcaldes i alcaldesses de Catalunya.

## Història
L'ERR va ser impulsat el juny de 2021 pels alcaldes de quatre municipis de la província de Lleida (Omar Noumri i Coca, de Castelló de Farfanya; Jaume Gilabert i Torruella, de Montgai; Joan Eroles i Samarra, de Puigverd d'Agramunt i Mario Urrea Marsal, de Torrebesses) amb l'objectiu principal de posar en el centre del debat polític la ruralitat per tal de promoure'n l'equilibri i l'equitat territorial, la igualtat d'oportunitats i frenar el despoblament dels municipis rurals, que en l'actualitat representen el 63% dels municipis de Catalunya.
És un grup políticament transversal, sense cap mena d'ingerència partidista i està format en l'actualitat pel 88% dels municipis rurals de Catalunya; un total de 524 alcaldes i alcaldesses de municipis de menys de 2000 habitants. Aquest grup té com a principal finalitat trobar eines per a solucionar les principals problemàtiques que pateixen els municipis rurals; especialment totes aquelles que afecten directament el desenvolupament, el funcionament i la continuïtat de la vida en el món rural, així com del seu estat de benestar.
Entre finals de 2021 i principis de 2022, el grup va canalitzar les seves principals demandes al govern de Pere Aragonés amb la petició de creació i aprovació de l'Estatut del Municipi Rural; i que actualment es troba ja en procés d'elaboració per part del Departament de Presidència. Aquest ha de ser una llei que doni protecció legal dels municipis rurals davant qualsevol canvi legislatiu que pugui afectar-los negativament; a més de promoure la modificació, derogació i aprovació de lleis que reverteixin la situació de desequilibri i desigualtat territorial actual.